# Jump Ultimate Stars
Jump Ultimate Stars (ジャンプアルティメットスターズ?, Janpu Arutimetto Sutāzu) è un picchiaduro 2D per Nintendo DS seguito di Jump Super Stars, uscito nell'agosto del 2005. È sviluppato da Ganbarion e pubblicato da Nintendo come il predecessore, dal 23 novembre 2006 in Giappone. Anche per Jump Ultimate Stars le probabilità di uscita sul suolo extra-nipponico sono pressoché nulle visti i problemi di copyright presenti anche per il vecchio episodio: di fatto, in Europa e in America diverse case editrici possiedono i diritti per i manga all'interno del gioco, mentre in Giappone tutti appartengono alla casa editrice di Jump (la Shūeisha).
Il gioco presenta alcune novità, come la compatibilità con la Nintendo Wi-Fi Connection, molto attesa dagli amanti del primo capitolo, e la presenza di alcuni personaggi famosissimi in tutto il mondo di vecchi manga editi da Jump come Captain Tsubasa (Holly e Benji) e Saint Seiya (I Cavalieri dello zodiaco), oltre che a nuovi personaggi di manga già presenti precedentemente, come Renji e Rukia di Bleach, Freezer (Dragon Ball).

## Trama
Le vicende del gioco si svolgono nella ''J-Galaxy'' ovvero l'universo dove coesistono i mondi rappresentanti i manga della Shonen Jump. Dr. Mashirito, storico nemico della serie Dr. Slump & Arale, porta scompiglio nell'equilibrio cosmico finendo per far disperdere gli abitanti dei vari mondi in giro per l'universo. Toccherà a 5 eroi trovatasi insieme per puro caso rimettere le cose a posto, tali eroi sono Goku (Dragon Ball), Rufy (One Piece), Naruto (Naruto), Toru Muhyo ( Muhyo to Rōjī no Mahōritsu Sōdan Jimusho) e Gintoki (Gintama) che partendo dal pianeta terra si faranno strada fino a giungere nel "J-World" dove il Dr. Mashirito si è rifugiato insieme ai più potenti villain dell'immaginario Jump.

## Lista manga partecipanti
- Eyeshield 21 (17 personaggi)
- I"s (4)
- Ichigo 100% (7)
- Tutor Hitman Reborn! (10)
- Captain Tsubasa (Holly e Benji) (5)
- Gintama (13)
- Kinnikuman (10)
- KochiKame (15)
- Cobra (3)
- Sakigake!! Otokojuku (10)
- Jigoku Sensei Nube (4)
- Shaman King (8)
- Jungle King Ta-Chan (4)
- JoJo's Bizarre Adventure (Le bizzarre avventure di JoJo) (10)
- Slam Dunk (7)
- Saint Seiya (I Cavalieri dello zodiaco) (7)
- Taizo Mote King Saga (3)
- D.Gray-man (10)
- Death Note (5)
- Prince of Tennis (9)
- Dr. Slump & Arale (7)
- Tottemo! Luckyman (3)
- Dragon Ball (13)
- Naruto (9)
- Ninku (3)
- Hunter × Hunter (7)
- Pyuu to Fuku! Jaguar (7)
- Buso Renkin (4)
- Black Cat (5)
- Bleach (17)
- Hoshin Engi (4)
- Hokuto no Ken (Ken il guerriero) (7)
- Bobobo-bo Bo-bobo (12)
- Majin Tantei Nōgami Neuro (4)
- Midori no Makibaou (3)
- Muhyo to Rouji no Mahoritsu Soudan Jimusou (7)
- Yu-Gi-Oh! (5)
- Yu Yu Hakusho (Yu degli spettri) (6)
- Rurouni Kenshin (Kenshin Samurai vagabondo) (7)
- Rokudenashi Blues (5)
- One Piece (10)